# NGC 3438
NGC 3438 est une galaxie spirale située dans la constellation du Lion. NGC 3438 a été découverte par l'astronome germano-britannique Albert Marth en 1865.

## Caractéristiques
Sa vitesse par rapport au fond diffus cosmologique est de 6 837 ± 25 km/s, ce qui correspond à une distance de Hubble de 100,8 ± 7,1 Mpc (∼329 millions d'al).
Selon la base de données Simbad, NGC 3438 est une radiogalaxie.